# Andrzej Krzysztof Wdowiak
Andrzej Krzysztof Wdowiak (ur. 22 listopada 1950 w Leszczach) – polski samorządowiec, wieloletni wójt gminy Łęczyca.
Ukończył studia na Wydziale Rolniczym Szczecińskiej Akademii Rolniczej (1980).
Przez 10 lat pracował w oddziale doradztwa rolniczego w Wojewódzkim Ośrodku Postępu Rolniczego. W 1989 roku objął urząd radnego gminy i miasta Łęczyca; został przewodniczącym komisji rolnictwa. W 1992 roku, po podziale gminy na miejską i wiejską, został pierwszy raz wybrany przez radę gminy wiejskiej Łęczyca na wójta tej gminy. W pierwszych bezpośrednich wyborach wójta w czasie wyborów samorządowych w 2002 roku uzyskał 1590 głosów (52,06%) i został wybrany na to stanowisko w I turze głosowania. W wyborach samorządowych w 2006 roku, będąc zgłoszonym przez KW Prawo i Sprawiedliwość, uzyskał 1770 głosów (59,82%), uzyskując reelekcję w I turze. W kolejnych wyborach samorządowych w 2010 roku startował pod szyldem własnego komitetu wyborczego, w drugiej turze głosowania zebrał 1284 głosów (54,11%) i po raz kolejny został wybrany na stanowisko wójta. W wyborach w 2014 roku uległ w drugiej turze głosowania Jackowi Rogozińskiemu.
Odznaczony Złotym Medalem Za zasługi dla obronności kraju (2009).